# Wilhelm Ostermann (Politiker)
Wilhelm Ostermann (* 1817 in Arnsberg; † 1856) war ein deutscher Jurist, Eisenbahndirektor und preußischer Abgeordneter.

## Leben
Er war Oberlandesgerichtsassessor in Dortmund. Seit 1850 war er Staatsanwalt in Stettin. Später wurde er Eisenbahndirektor.
In Dortmund war er während der Revolution 1848/49 Vorsitzender des gemäßigt liberalen konstitutionellen Klubs. Diesem gehörten vor allem Angehörige des mittleren und höheren Bürgertums an. Bei den Wahlen zur preußischen Nationalversammlung war der Klub erfolgreich und Ostermann wurde Abgeordneter. Er gehörte der Fraktion Harkort an. Er war 1849 Mitglied der zweiten Kammer des preußischen Landtages, bis er das Mandat am 2. Januar 1850 niederlegte.